# Liquor Shop
『Liquor Shop』（月刊リカーショップ）は、酒販店向けにサントリーの酒やソフトドリンクの販売促進のための製品情報や、店舗運営の参考情報の提供を主としたPR誌である。
1979年に創刊し、月刊であり毎月1日に発行されていたが、合併号もあった。2003年11・12月号で廃刊。

## 主な内容と変遷
酒販店向けにサントリーの酒類やソフトドリンクの商品や新商品の紹介、販売促進キャンペーンや用品・機材の斡旋、酒販店や経営者・経営者の家族・従業員の紹介、経営のアドバイス、酒販店を舞台にしたマンガ、読者投稿などが一貫していた。
創刊当時は個人経営や中小企業で、酒が商品の主力である小規模店舗が多かったこともあり、サントリーのCMに登場するタレントのほか、有名タレントや作家、野球選手などが登場する対談やインタビュー、読み物など娯楽的な内容も豊富だった。また、各地の酒販店経営者やその家族、従業員などの若い女性が多数写真で紹介され折込ポスターにもなったり、海外の酒販店のレポートもあった。
このためページ数が増加することもあり、当初は表紙除き60ページ程度だったが、「大特集 保存版 リカーものしり大百科」が掲載された1982年4月号は98ページとなり中綴じでなく背表紙が付き、「LSファミリーのためのヘルスカタログ」と称した運動特集が掲載された1982年10月特大号は、本文154ページに加え、裏表紙から逆向きに「サントリーショッピングガイド」として裏表紙含め134ページにわたって販売促進資材や店舗什器に加え家具、調理器具、衣類など日用品の通販カタログが掲載され一体となっていた。
また、当初はオーディオ機器やカメラなど、他社の広告も掲載されていた。
その後、コンビニエンスストアの台頭により、酒類販売業免許を持つ酒販店が業態転換してコンビニエンスストアになり、酒を商品の主力として、商品選択や販売促進の意思決定ができる酒販店が減ったことや、バブル崩壊などによる景気の悪化もあり、娯楽的な記事などが削減されて簡素な内容となり、遅くとも1999年9・10月号までには本文28ページまで減少し、インターネットによる酒販店向け販売促進の展開もあったためか、2003年末に廃刊に至った。

## その他
創刊当初から誌名下に「月刊リカーショップ」に加え「ENTERTAINMENT FOR LIQUOR SHOP MEN」と記載されていたが、遅くとも1998年7月号には無くなっており、1999年3月号から「お店の経営に役立つ情報誌」と記載され、2002年1・2月号から「『酒』販売のプロになろう」に変更され、廃刊の2003年11・12月号まで続いた。
判型は当初は210mm×260mmで、遅くとも1999年9・10月号までには210mm×285mmに変更されている。
当初は二色刷りとカラーページが混在し、カラーページが多い号もあった。後にページ数が減少し、遅くとも1998年7月号からはフルカラーとなった。
表紙はサントリーのCMに登場しているタレントが多く起用されていたが、酒販店従業員や、サントリーのCMのキャラクターのイラストの場合もあった。
1984年頃には、岡本一宣がアートディレクション、デザインで制作に関わっていた。